# Le farò da padre...
Le farò da padre... è un film del 1974 diretto da Alberto Lattuada e interpretato da Gigi Proietti e Teresa Ann Savoy.

## Trama
Saverio Mazzacolli è un giovane avvocato rampante di Roma, con grandi idee d'edilizia speculativa, ma scarsi mezzi finanziari: vorrebbe realizzare nel Salento un villaggio turistico esclusivo per vacanzieri facoltosi, così tenta di sfruttare alcune amicizie altolocate e la conoscenza della facoltosa contessa Raimonda Spina, proprietaria dei terreni idonei.
L'avvocato si getta così alla conquista dell'attempata nobildonna, sottoponendola a una corte serrata, per impossessarsi della proprietà immobiliare: sfortunatamente, pur cedendo di slancio alle sue profferte amorose, alla fine la contessa si dimostra molto meno sprovveduta del previsto e si dichiara disposta a finanziare il progetto speculativo, riservandosi però la maggior parte dei guadagni.
Alla disperata ricerca del punto debole della contessa, Saverio crede d'individuarlo in sua figlia Clotilde, un'adolescente tanto bella d'aspetto, quanto mentalmente ritardata: si propone quindi di sposarla con il malcelato intento di ricevere i terreni come dono di nozze, ma la contessa è disposta a concederne solo la mano e nient'altro.
Vistosi incastrato, Saverio ricorre a un altro dei suoi espedienti e sequestra la ragazza, in modo che la fuitina ne rappresenti un "deprezzamento", da compensare con una dote ben sostanziosa. Durante i giorni nei quali la tiene in custodia, tuttavia, l'avventuriero senza scrupoli se n'innamora perdutamente e, pur di restarle vicino, decide di rinunciare a ogni pretesa economica.

## Produzione
Il film è girato interamente in Puglia, in particolare nelle seguenti località del Salento: Lecce, con la vera processione del patrono Sant'Oronzo; Nardò, nella Masseria Console; Porto Miggiano.